# Tour de France 2013
Die Tour de France 2013 war die 100. Austragung des wichtigsten Etappenradrennens der Welt. Sie begann am 29. Juni 2013 in Porto-Vecchio und endete am 21. Juli 2013 nach 21 Etappen traditionsgemäß auf der Avenue des Champs-Élysées in Paris. Es gingen 198 Fahrer aus 22 Mannschaften und 34 Nationen an den Start. Die Fahrer legten während der Tour de France 2013 eine Strecke von 3403,5 Kilometern zurück.
Als Sieger der 100. Tour de France ging der Brite Chris Froome hervor, der nach dem zweiten Platz im Vorjahr seinen ersten Toursieg erzielte. Insgesamt erreichten 169 Fahrer das Ziel in Paris.

## Ausgangslage

### Teilnehmerfeld

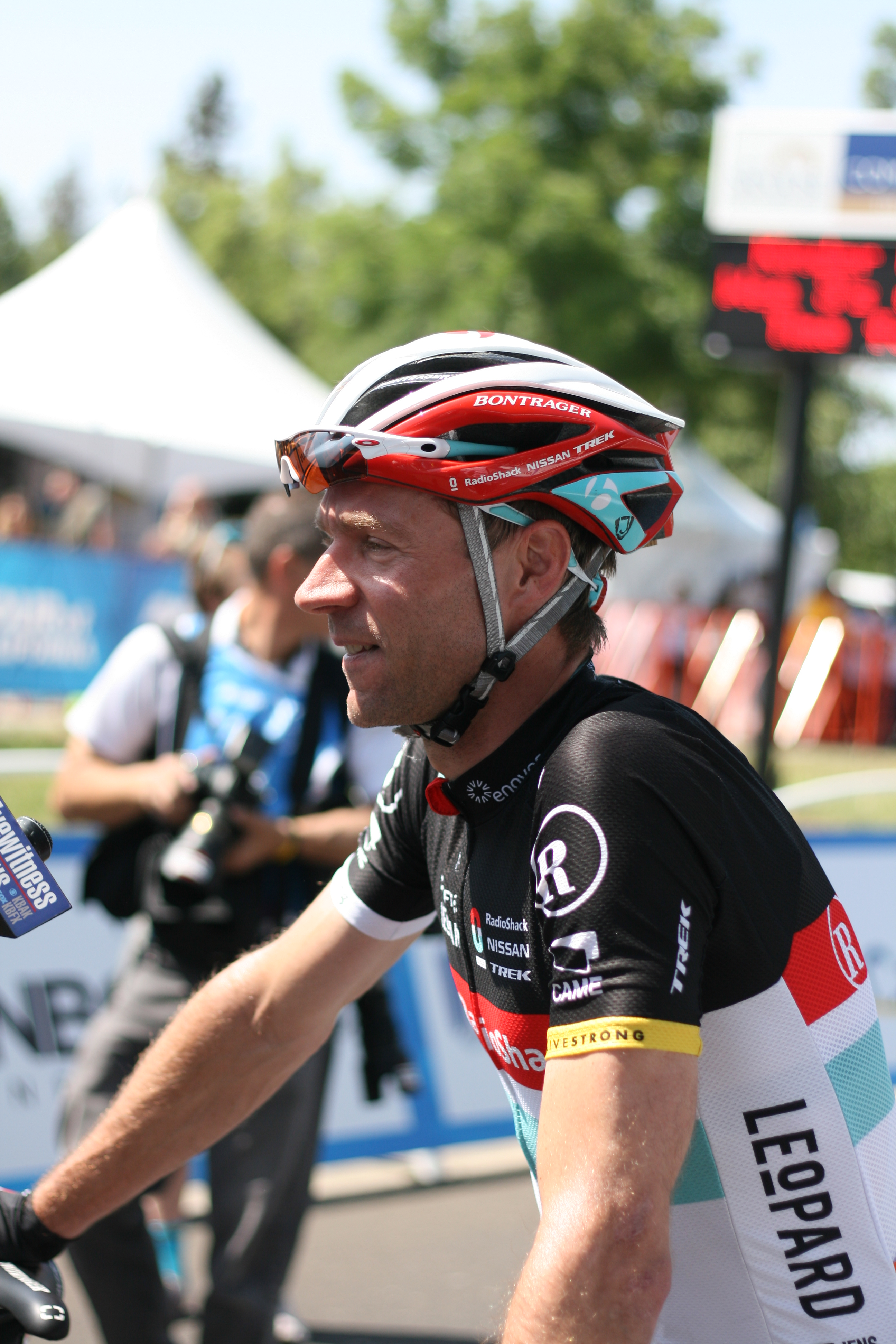
Jens Voigt ist erneut ältester Teilnehmer.

An der Tour de France 2013 nahmen 22 Teams mit jeweils 9 Fahrern teil. Startberechtigt waren die 19 ProTeams, eines mehr als im Vorjahr. Daher lud der Organisator A.S.O. für 2013 nur drei Professional Continental Teams zusätzlich ein, nämlich die französischen Mannschaften Team Europcar, Sojasun und Cofidis, Solutions Crédits. Die 198 zu Rennbeginn angetretenen Fahrer stammten aus 34 verschiedenen Nationen, darunter Deutschland mit zehn und die Schweiz mit drei Startern. Wie üblich stammten die meisten Teilnehmer der Rundfahrt aus Frankreich (42 Fahrer), gefolgt von Spanien mit 27 und Italien mit 18 Fahrern. Erstmals seit Jahren gingen keine Sportler aus Österreich und der Ukraine an den Start.
Der Deutsche Jens Voigt war mit 41 Jahren der älteste Teilnehmer an der Tour de France 2013, der 19-jährige Danny van Poppel war der jüngste Starter im Feld. Zum 17. Mal nahm Stuart O’Grady an der Rundfahrt teil und zog damit mit George Hincapie gleich, der diese Bestmarke erst im Jahr zuvor aufgestellt hatte. In die Nachwuchswertung fielen in diesem Jahr alle Fahrer ab Jahrgang 1988, insgesamt waren es zum Start der Tour 35 (ca. 18 %).
Eine detaillierte Starterliste mit einem Überblick über die Nationalitäten, Erfolge und Ausstiege der einzelnen Fahrer und Teams während der Tour de France 2013 findet sich auf der separaten Seite → Fahrerfeld 2013.
| ProTeams AG2R La Mondiale (ALM) Astana Pro Team (AST) Belkin-Pro Cycling Team (BEL) BMC Racing Team (BMC) Cannondale Pro Cycling (CAN) Euskaltel Euskadi (EUS) FDJ.fr (FDJ) | Garmin Sharp (GRS) Katusha (KAT) Lampre-Merida (LAM) Lotto Belisol (LTB) Movistar (MOV) Omega Pharma-Quick Step (OPQ) | Orica GreenEdge (OGE) RadioShack Leopard (RLT) Sky ProCycling (SKY) Team Argos-Shimano (ARG) Team Saxo-Tinkoff (TST) Vacansoleil-DCM (VCD) |  |
| Professional Continental Teams Cofidis, Solutions Crédits (COF) | Sojasun (SOJ) | Team Europcar (EUC) |  |

Kurz vor Beginn der Tour konnte das ehemalige Rabobank-Team einen neuen Hauptsponsor präsentieren. Die in dieser Saison unter dem Namen Blanco Pro Cycling Team gestartete Mannschaft ging als Belkin-Pro Cycling Team ins Rennen. Das Team FDJ ging ab Beginn der Tour unter dem Namen FDJ.fr an den Start. Infolgedessen wurde die Trikotfarbe von Weiß in Blau geändert.

### Favoriten

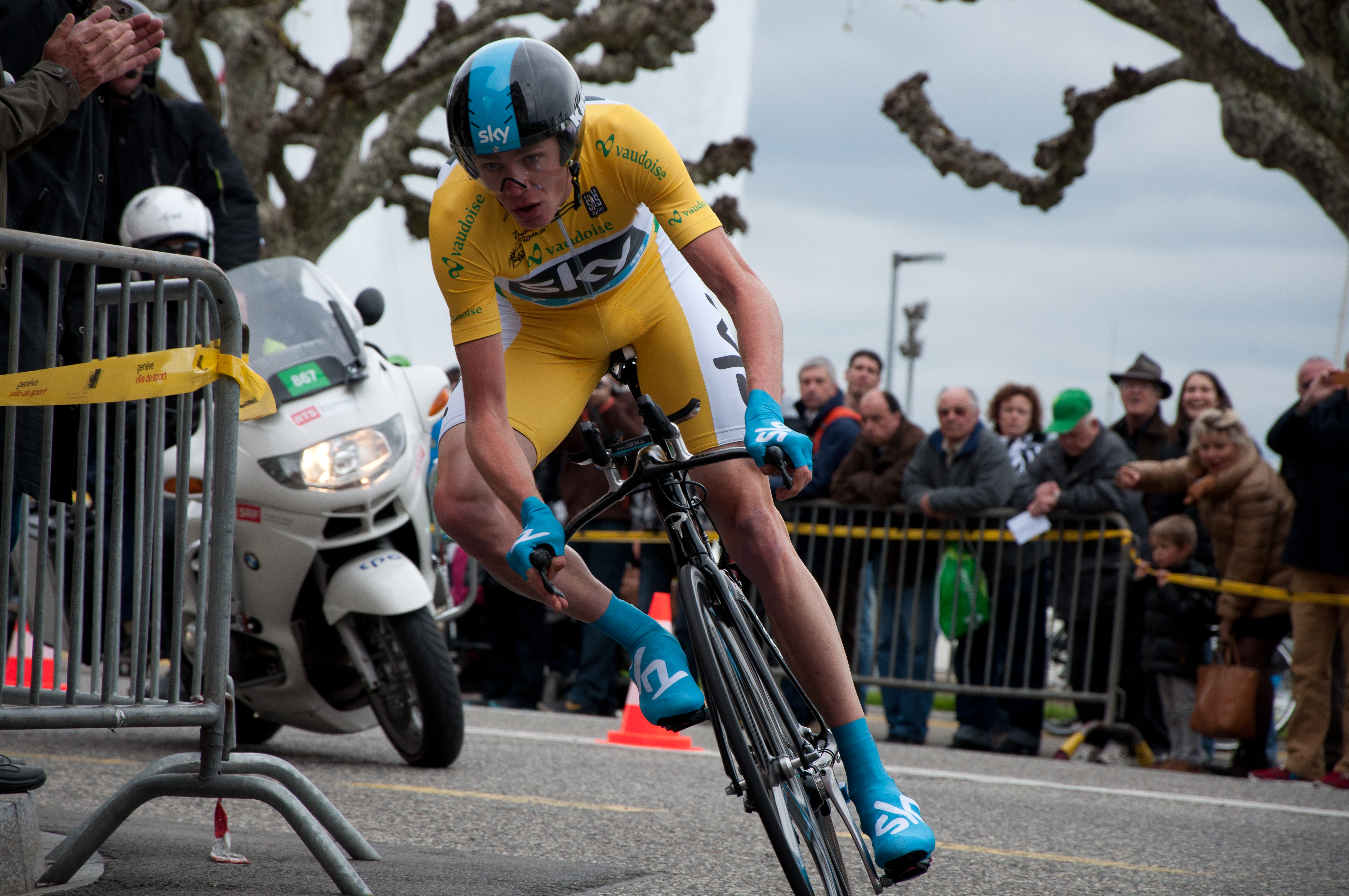
Der Vorjahreszweite Chris Froome

Die beiden Topfavoriten um den Gesamtsieg waren in Abwesenheit von Vorjahressieger Bradley Wiggins der letztjährige zweitplatzierte Chris Froome (SKY) und der zweimalige Tour-Sieger Alberto Contador (TST). Froome gewann dieses Jahr bereits die Tour de Romandie und das Critérium du Dauphiné und hat mit dem Australier Richie Porte den Gewinner von Paris-Nizza als Edelhelfer an seiner Seite. Weitere Anwärter um einen Platz auf dem Podest waren die Spanier Joaquim Rodríguez (KAT) und Alejandro Valverde (MOV). Rodríguez beendete letztes Jahr die Spanien- und die Italien-Rundfahrt auf dem Podium, außerdem war er der Gewinner der Einzelwertung der UCI WorldTour. Valverde wurde letztes Jahr zweiter der Vuelta. Zum starken spanischen Movistar-Team gehörten unter anderem der Costa-Ricaner Andrey Amador, der Sieger der Tour de Suisse 2013, Rui Costa, und der Sieger der Baskenland-Rundfahrt 2013, Nairo Quintana. Zum erweiterten Favoritenkreis zählte vom Team BMC der Tour-Sieger von 2011, Cadel Evans, und der Sieger der Kalifornien-Rundfahrt 2013, Tejay van Garderen. Um einen Platz in den Top Ten kämpften der Belgier Jurgen Van Den Broeck (LTB), der Niederländer Bauke Mollema (BLA) sowie der achte der Tour von 2012, Pierre Rolland (EUC). Dazu kamen noch der diesjährige Sieger der Katalonien-Rundfahrt, Daniel Martin, und der letztjährige Giro-Sieger Ryder Hesjedal vom Team Garmin Sharp.
Zu den Favoriten im Kampf um das Weiße Trikot des besten Jungprofis zählten vor allem der Kolumbianer Nairo Quintana (MOV) sowie die US-Amerikaner Tejay van Garderen und Andrew Talansky (GRM). Für die Siege in den Massensprints auf den Flachetappen kam im Vorfeld vor allem der 23-fache Etappensieger Mark Cavendish (OPQ) und der letztjährige Gewinner des Grünen Trikots, Peter Sagan (CAN), infrage. Weitere Favoriten waren die Deutschen John Degenkolb, Marcel Kittel (beide ARG) sowie der vierfache Etappensieger André Greipel (LTB).
Im Mannschaftszeitfahren galten die Weltmeister von Omega Pharma-Quick-Step und die mit vielen guten Zeitfahrern besetzte Sky-Mannschaft als Favoriten. In Abwesenheit von Olympiasieger Bradley Wiggins und Zeitfahrspezialist Fabian Cancellara war Weltmeister Tony Martin (OPQ) der große Favorit bei den beiden Einzelzeitfahren. Es wurde erwartet, dass seinem größten Gegner Chris Froome vor allem die Streckenführung des zweiten Einzelzeitfahrens entgegenkommen dürfte.

## Tourverlauf

### Etappen
Anders als im Jahr 2012 begann die Rundfahrt nicht mit einem Prolog, sondern mit einer Flachetappe. Die ersten drei Etappen wurden komplett auf der Mittelmeerinsel Korsika gefahren, die zum ersten Mal im Programm der Tour war. Danach betrat die Tour in Nizza mit einem Mannschaftszeitfahren das französische Festland und setzte am nächsten Tag von Cagnes-sur-Mer aus die Rundfahrt fort. Nach den relativ flachen Abschnitten zu Beginn der Rundfahrt standen am Beginn der zweiten Rennwoche die ersten beiden Hochgebirgsetappen in den Pyrenäen an. Die 8. Etappe endete, nachdem die Fahrer den Col de Pailhères (2001 m/HC) überquert hatten, mit einer Bergankunft der ersten Kategorie in Ax-3 Domaines auf 1372 Metern. Am Tag darauf folgte eine Bergetappe mit fünf Pyrenäenpässen. Nach dem Ruhetag setzte sich das Rennen im Westen Frankreichs fort. Das erste der beiden Einzelzeitfahren wurde auf der 11. Etappe ausgetragen. Im weiteren Verlauf durchquerten die Fahrer Frankreich in südöstlicher Richtung. Die erste Bergankunft in den Alpen fand am französischen Nationalfeiertag statt. Die mit 242 Kilometern längste Etappe endete auf dem Mont Ventoux (HC) auf 1912 Metern. Die letzte Woche begann mit einer Mittelgebirgsetappe mit Ziel in Gap. Darauf folgte das zweite Einzelzeitfahren auf einem welligen Kurs. Auf den abschließenden drei schweren Hochgebirgsetappen mussten unter anderem der Col de la Madeleine und der Col du Glandon überquert werden, Bergankünfte waren in L’Alpe d’Huez und Semnoz. Die Rundfahrt endete traditionsgemäß auf der Avenue des Champs-Élysées in Paris.
| Etappe | Datum         | Startort                  | Zielort                  | Typ             | km    | Etappensieger     | Kämpferischster Fahrer |
| ------ | ------------- | ------------------------- | ------------------------ | --------------- | ----- | ----------------- | ---------------------- |
| 1      | 29. Juni 2013 | Porto-Vecchio             | Bastia                   | Flachetappe     | 213,0 | Marcel Kittel     | Jérôme Cousin          |
| 2      | 30. Juni 2013 | Bastia                    | Ajaccio                  | hügelige Etappe | 156,0 | Jan Bakelants     | Blel Kadri             |
| 3      | 1. Juli 2013  | Ajaccio                   | Calvi                    | hügelige Etappe | 145,5 | Simon Gerrans     | Simon Clarke           |
| 4      | 2. Juli 2013  | Nizza                     | Nizza (MZF)              |                 | 25,0  | Orica GreenEdge   | nicht vergeben         |
| 5      | 3. Juli 2013  | Cagnes-sur-Mer            | Marseille                | Flachetappe     | 228,5 | Mark Cavendish    | Thomas De Gendt        |
| 6      | 4. Juli 2013  | Aix-en-Provence           | Montpellier              | Flachetappe     | 176,5 | André Greipel     | André Greipel          |
| 7      | 5. Juli 2013  | Montpellier               | Albi                     | Flachetappe     | 205,5 | Peter Sagan       | Jan Bakelants          |
| 8      | 6. Juli 2013  | Castres                   | Ax 3 Domaines            | Bergetappe      | 195,0 | Chris Froome      | Nairo Quintana         |
| 9      | 7. Juli 2013  | Saint-Girons              | Bagnères-de-Bigorre      | Bergetappe      | 168,5 | Daniel Martin     | Romain Bardet          |
| R      | 8. Juli 2013  | Ruhetag in Saint-Nazaire  | Ruhetag in Saint-Nazaire | Ruhetag         |       |                   |                        |
| 10     | 9. Juli 2013  | Saint-Gildas-des-Bois     | Saint-Malo               | Flachetappe     | 197,0 | Marcel Kittel     | Jérôme Cousin          |
| 11     | 10. Juli 2013 | Avranches                 | Mont-Saint-Michel        |                 | 33,0  | Tony Martin       | nicht vergeben         |
| 12     | 11. Juli 2013 | Fougères                  | Tours                    | Flachetappe     | 218,0 | Marcel Kittel     | Juan Antonio Flecha    |
| 13     | 12. Juli 2013 | Tours                     | Saint-Amand-Montrond     | Flachetappe     | 173,0 | Mark Cavendish    | Mark Cavendish         |
| 14     | 13. Juli 2013 | Saint-Pourçain-sur-Sioule | Lyon                     | hügelige Etappe | 191,0 | Matteo Trentin    | Julien Simon           |
| 15     | 14. Juli 2013 | Givors                    | Mont Ventoux             | Bergetappe      | 242,5 | Chris Froome      | Sylvain Chavanel       |
| R      | 15. Juli 2013 | Ruhetag in der Vaucluse   | Ruhetag in der Vaucluse  | Ruhetag         |       |                   |                        |
| 16     | 16. Juli 2013 | Vaison-la-Romaine         | Gap                      | Bergetappe      | 168,0 | Rui Costa         | Rui Costa              |
| 17     | 17. Juli 2013 | Embrun                    | Chorges                  |                 | 32,0  | Chris Froome      | nicht vergeben         |
| 18     | 18. Juli 2013 | Gap                       | Alpe d’Huez              | Bergetappe      | 172,5 | Christophe Riblon | Christophe Riblon      |
| 19     | 19. Juli 2013 | Bourg-d’Oisans            | Le Grand-Bornand         | Bergetappe      | 204,5 | Rui Costa         | Pierre Rolland         |
| 20     | 20. Juli 2013 | Annecy                    | Semnoz                   | Bergetappe      | 125,0 | Nairo Quintana    | Jens Voigt             |
| 21     | 21. Juli 2013 | Versailles                | Paris Champs-Élysées     | Flachetappe     | 133,5 | Marcel Kittel     | nicht vergeben         |

### Erste Woche
In der ersten Tourwoche verlief die Rundfahrt noch durch weitgehend flaches Terrain, sodass sich die Favoriten noch nicht im vorderen Gesamtklassement platzierten. Die erste Etappe bot als Flachetappe die perfekte Voraussetzung für einen Sprinter, als Erster ins Gelbe Trikot des Gesamtführenden zu fahren. Dies gelang dem Deutschen Marcel Kittel (ARG), der am ersten Tag gleichzeitig auch die Führung in der Punkte- und der Nachwuchswertung übernahm. Juan José Lobato (EUS) wurde erster Träger des Gepunkteten Trikots. Besonders war die erste Etappe auch durch einen ungewöhnlichen Vorfall im Zielbereich. Der Mannschaftsbus des Orica-GreenEdge-Teams blieb an einem Gerüst an der Zieldurchfahrt hängen und konnte erst kurze Zeit vor dem Eintreffen des Feldes aus dem Weg gefahren werden.
Die zweite Etappe machte es dem Gesamtführenden Kittel schwer, sein Gelbes Trikot zu verteidigen. Sie hatte vier Bergwertungen, darunter eine der zweiten Kategorie, deren Anstiege die reinen Sprinter im Feld zurückfallen ließen. So erreichte auch Kittel das Ziel mit einem deutlichen Rückstand hinter dem neuen Gesamtführenden Jan Bakelants (RLT), konnte aber die Führung in der Punktewertung behaupten. Das Trikot des besten Nachwuchsfahrers ging an den Polen Michał Kwiatkowski (OPQ), das Gepunktete Trikot übernahm der Franzose Pierre Rolland (EUC). Das Team RadioShack Leopard übernahm die Teamwertung vom Vacansoleil-DCM Pro Cycling Team.

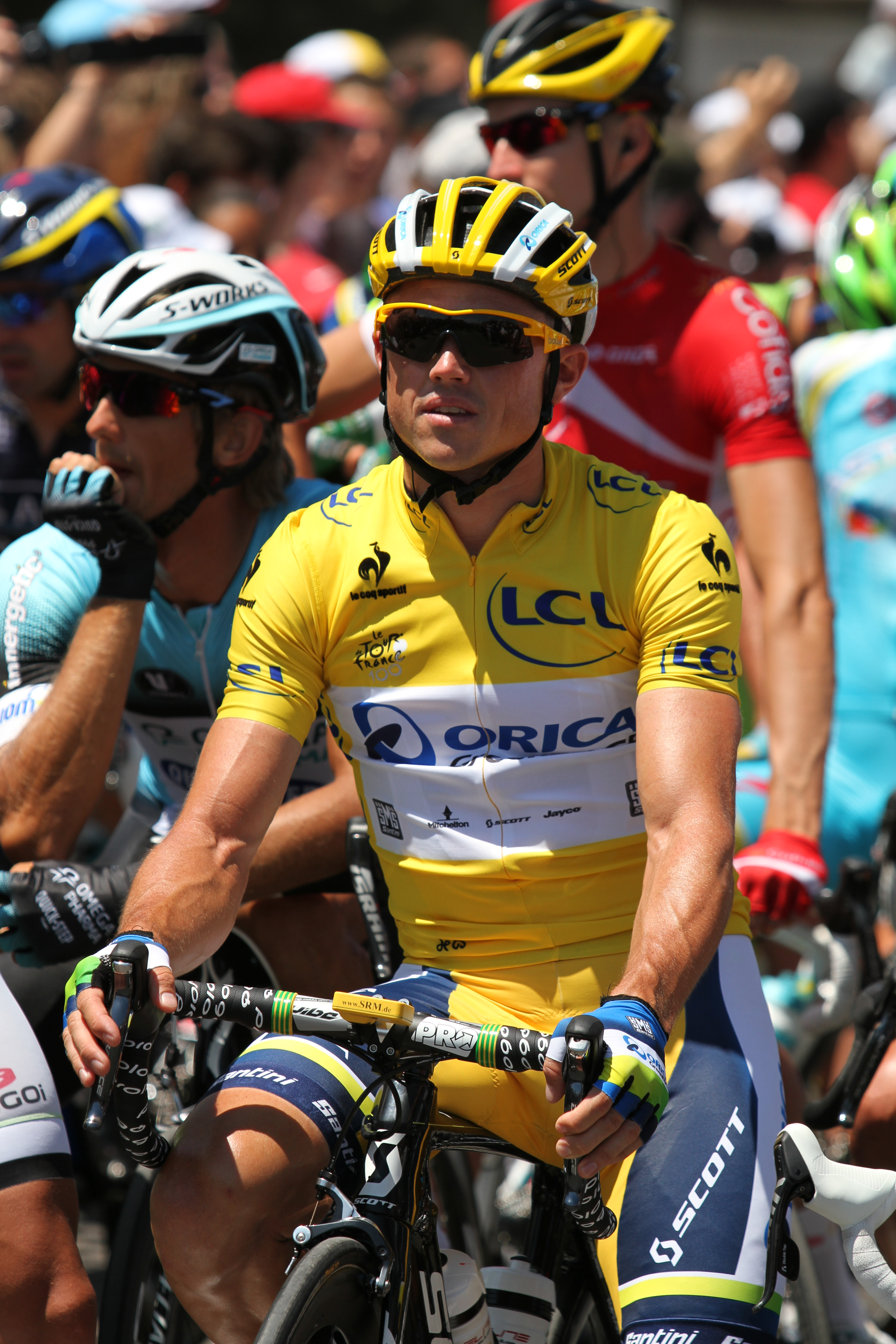
Simon Gerrans vor dem Beginn der 6. Etappe

Jan Bakelants behauptete auf der dritten Etappe die Gesamtführung, jedoch übernahm Peter Sagan (CAN) das Grüne Trikot von Marcel Kittel. Während dieser Etappe kam es auch zu den ersten Aufgaben: Andrei Grigorjewitsch Kaschetschkin (AST) und Yohann Bagot (COF) beendeten das Rennen. Die vierte Etappe der Tour de France am 2. Juli 2013 wurde als Mannschaftszeitfahren ausgetragen. Die australische Orica-GreenEdge-Mannschaft gewann die Etappe mit nur einer Sekunde Vorsprung vor dem favorisierten Omega Pharma-Quick-Step Cycling Team. Orica-GreenEdge übernahm mit dem Sieg die Führung in der Mannschaftswertung. Der bestplatzierte Fahrer des Teams, Simon Gerrans, wurde neuer Gesamtführender. Er ließ sich nach der eher unspektakulären fünften Etappe, die Mark Cavendish (OPQ) gewann, am Ende der sechsten Etappe absichtlich zurückfallen, um dem Südafrikaner und seinem Mannschaftskollegen Daryl Impey die Übernahme des Gelben Trikots zu ermöglichen. Impey ging während dieser Etappe als erster afrikanischer Gesamtführender der Frankreich-Rundfahrt in die Tourgeschichte ein.
Die letzte Etappe der ersten Woche war noch einmal eine hügelige Etappe. Sie wurde vom Slowaken Sagan gewonnen, Blel Kadri (ALM) löste Pierre Rolland als Führender der Bergwertung ab. In der Gesamtwertung lag Daryl Impey vor Edvald Boasson Hagen (SKY) und Simon Gerrans, die drei bzw. fünf Sekunden Rückstand hatten. Chris Froome (SKY) lag als bisher bestplatzierter Gesamtsieg-Favorit auf Platz 7, Alberto Contador (TST) auf Rang 11, Alejandro Valverde (MOV) auf Platz 17 und Cadel Evans (BMC) auf Rang 22. Die Punktewertung führte Peter Sagan deutlich vor dem Deutschen André Greipel (LTB) und Mark Cavendish an. In der Bergpreiswertung hatte Blel Kadri einen knappen Vorsprung von einem Punkt vor Pierre Rolland. Simon Clarke (OGE) lag auf dem dritten Platz. Michał Kwiatkowski war in der Jungprofiwertung 16 Sekunden vor dem US-Amerikaner Andrew Talansky (GRS) und 19 Sekunden vor Nairo Quintana (MOV) aus Kolumbien platziert. In der Mannschaftswertung führte Orica GreenEdge vor Sky ProCycling und dem Team Saxo-Tinkoff.
Die erste Rennwoche traf vor allem das Astana Pro Team schwer: neben Kaschetschkin (3. Etappe) und Fredrik Kessiakoff (6. Etappe) musste auch der Kapitän der Mannschaft, Janez Brajkovič, bedingt durch einen Sturz nach der 6. Etappe die Tour beenden. Ebenso gab der Lotto-Belisol-Kapitän Jurgen Van Den Broeck das Rennen nach der fünften Etappe auf.

### Zweite Woche

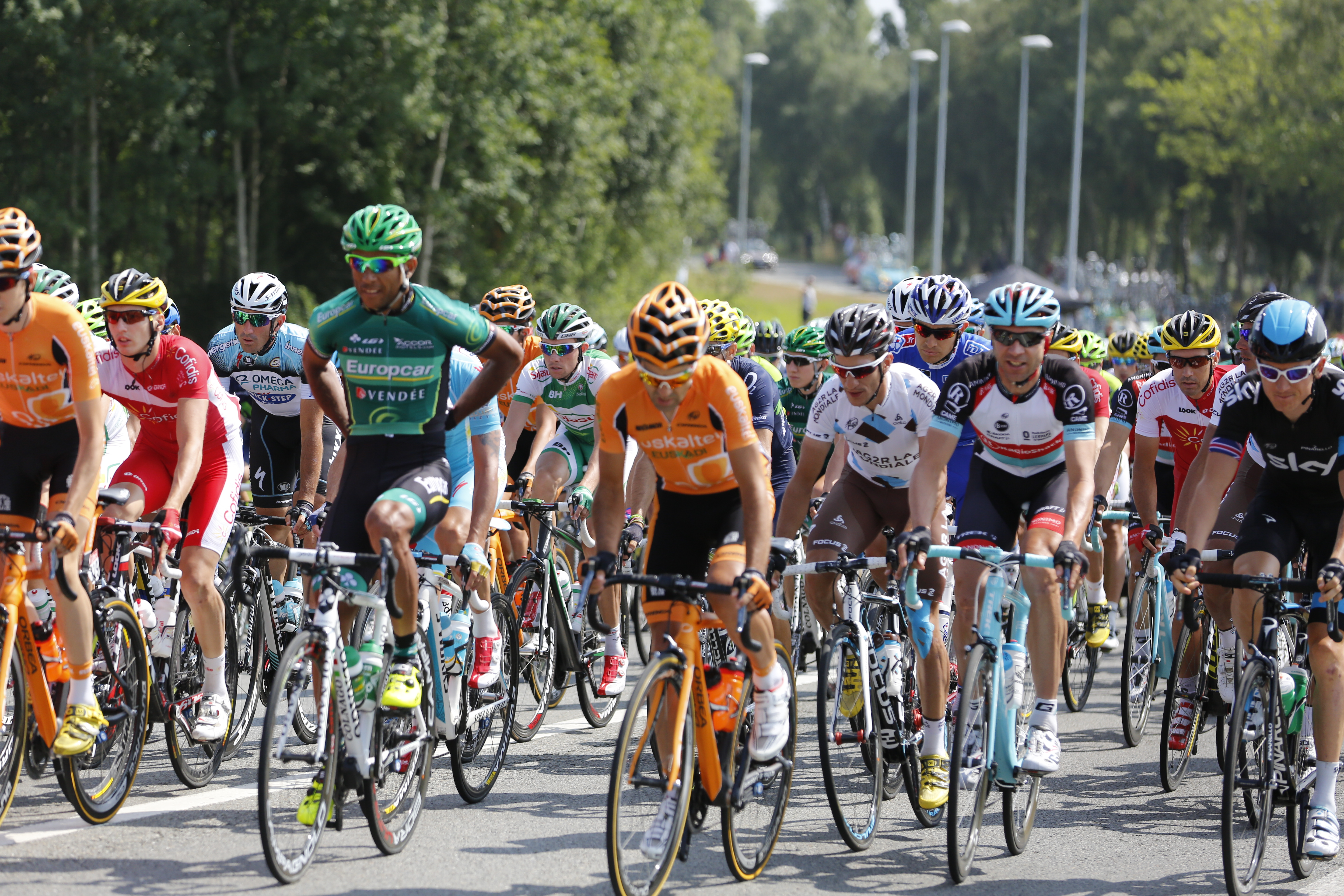
Das Hauptfeld zu Beginn der zwölften Etappe.

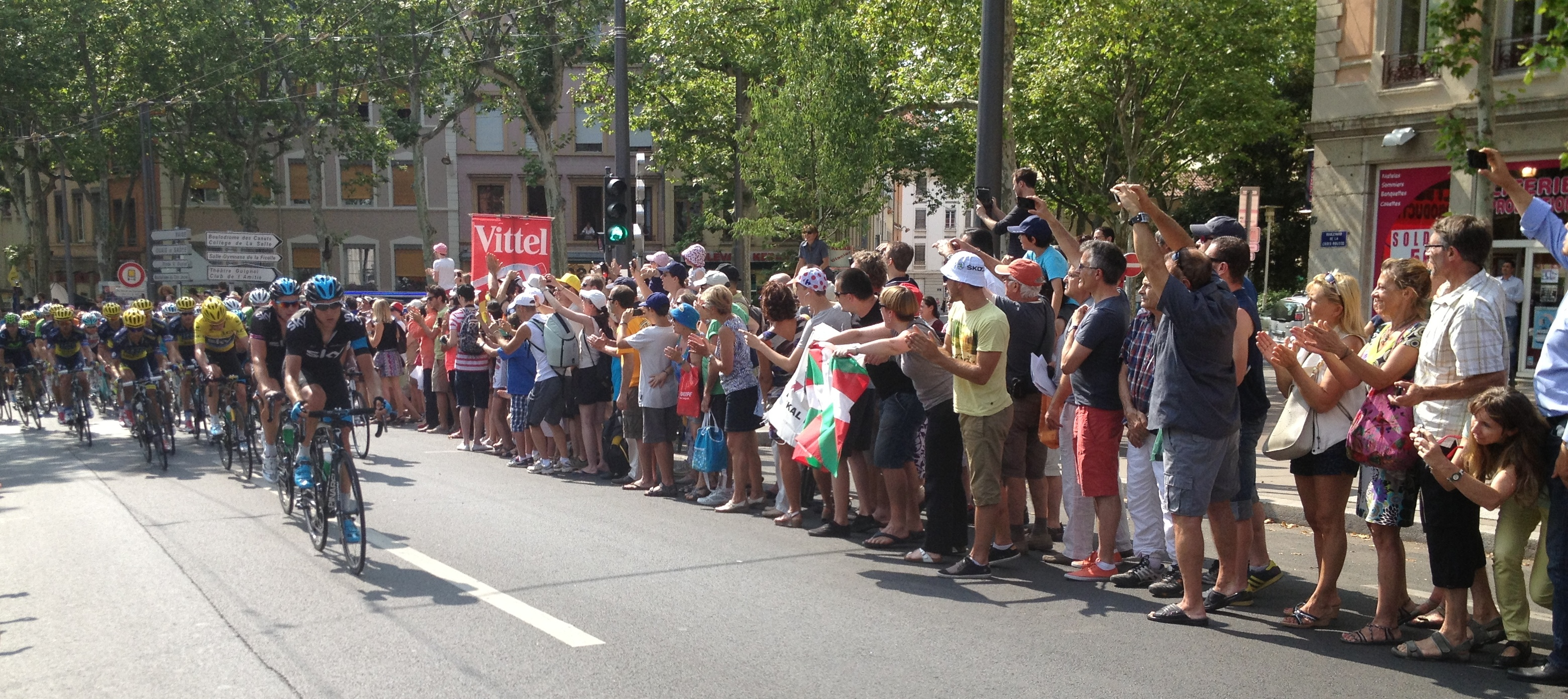
Das Peloton am Beginn des Anstieges zum Côte de la Croix-Rousse (14. Etappe).

Zu Beginn der Zweiten Tourwoche standen zwei Hochgebirgsetappen in den Pyrenäen auf dem Programm. Die am 6. Juli ausgetragene achte Etappe führte die Fahrer von Castres nach Ax 3 Domaines. Dabei musste der 2001 Meter hohe Col de Pailhères der höchsten Bergkategorie überwunden werden. Auf seinem Gipfel wurde das Souvenir Henri Desgrange (Auszeichnung für den ersten Fahrer am höchsten Berg der Tour) vergeben. Nach einer Attacke aus dem Feld heraus sicherte sich der Kolumbianer Nairo Quintana (MOV) diesen mit 5.000 € dotierten Preis. Am letzten Anstieg entledigte sich Chris Froome aller seiner Verfolger und kam mit fast einer Minute Vorsprung vor seinem Teamkollegen Richie Porte ins Ziel. Dahinter folgten Alejandro Valverde und überraschend auch Bauke Mollema (BLA) mit seinem Helfer Laurens ten Dam. Alberto Contador kam als Achter ins Ziel, Joaquim Rodríguez (KAT) wurde Elfter. Viel Zeit verloren Cadel Evans und Andy Schleck sowie auch Daryl Impey, der mit über sieben Minuten Rückstand hinter Froome ins Ziel kam.
Chris Froomes deutliche Überlegenheit auf dieser Etappe rief Zweifel an der Rechtmäßigkeit seines Erfolges hervor. Ein Sportwissenschaftler attestierte ihm für den Schlussanstieg der achten Etappe eine „nicht menschliche“ Leistung. Auch der dreifache Toursieger Greg LeMond äußerte Bedenken gegen die Beteuerungen Froomes, seine Leistung nicht durch verbotene Substanzen zu verbessern. In der Gesamtwertung war Froome nun Führender, gefolgt von seinem Helfer Richie Porte auf Platz zwei. Damit ergab sich eine ähnliche Kombination wie bei der Tour 2012, als ebenfalls zwei Sky-Fahrer in Führung lagen. Damals waren es Bradley Wiggins als Gesamtführender und Froome auf den zweiten Platz. Alejandro Valverde war mit einem Rückstand von 1:25 min drittplatziert, es folgten Mollema und ten Dam sowie Roman Kreuziger und Alberto Contador aus dem Team Saxo-Tinkoff. Nairo Quintana hatte als bestplatzierter Jungprofi auch die Führung in der Wertung um das Weiße Trikot inne, in der Gesamtwertung lag er 2:02 min hinter Froome. In der Bergwertung zog Froome mit Pierre Rolland gleich und übernahm dieses Trikot aufgrund der schnelleren Gesamtzeit. In der Mannschaftswertung lag nun das Movistar-Team vorn.
Während der zweiten Pyrenäenetappe am darauffolgenden Tag gelang es den Verfolgern Froomes, seinen Helfer Richie Porte zu distanzieren, er fiel weit hinter die Spitzengruppe zurück. Froome war deshalb ohne Mannschaftskollegen und auf sich allein gestellt, konnte die Attacken, die im Wesentlichen von Quintana gefahren wurden, aber abwehren. Die übrigen Favoriten verzichteten auf einen Angriff Froomes, sodass die Etappe am Ende der Ausreißer Daniel Martin (GRS) gewinnen konnte. Durch den großen Rückstand Portes rückte Alejandro Valverde auf Platz zwei der Gesamtwertung vor. Pierre Rolland holte in den Bergwertungen genug Punkte, um wieder an Froome vorbeizuziehen und das Gepunktete Trikot erneut zu übernehmen.
Nach dem Ruhetag am Montag, dem 8. Juli war eine Flachetappe im Plan. Diese wurde von Marcel Kittel gewonnen, der damit den ersten Doppel-Etappensieg bei dieser Tour feiern konnte. Jedoch konnte er nicht zu Peter Sagan aufschließen, der das Grüne Trikot souverän verteidigte. Die elfte Etappe war das erste Einzelzeitfahren der Tour de France 2013. Die Etappe gewann der Deutsche Tony Martin (OPQ) mit zwölf Sekunden Vorsprung auf Chris Froome, der seine Führung in der Gesamtwertung weiter ausbauen konnte. Dritter wurde der Belgier Thomas De Gendt (UCI) mit rund einer Minute Rückstand hinter Martin. Kwiatkowski übernahm wieder das Weiße Trikot von Quintana. Die folgende zwölfte Etappe gewann erneut Marcel Kittel, damit kam es zum dritten Sieg von deutschen Fahrern hintereinander und insgesamt zum fünften Etappensieg eines Deutschen bei der 100. Tour de France.
Die 13. Etappe hielt trotz der unspektakulären Streckenführung als Flachetappe einige Überraschungen bereit: es herrschte starker Wind, außerdem fuhr die Saxo-Tinkoff-Mannschaft um Alberto Contador ständig Attacken auf Chris Froome. Dieser hatte erneut keinen Mannschaftskollegen zur Seite, zudem war mit Edvald Boasson Hagen ein wichtiger Helfer Froomes zu Etappenbeginn nicht mehr angetreten. Die Attacken führten in Verbindung mit dem Wind zu einer Zersprengung des Hauptfeldes in mehrere Gruppen. Aus der Führungsgruppe heraus erzielte Mark Cavendish seinen zweiten Etappenerfolg, mit an der Rennspitze waren Mollema, ten Dam, Kreuziger, Contador, Sagan und Jakob Fuglsang (AST), der nach dem Ausfall von Janez Brajkovič neuer Kapitän der Astana-Mannschaft war. Diese Fahrer hatten 1:09 min Vorsprung auf die Gruppe um Chris Froome, der auch die meisten anderen Favoriten angehörten. Alejandro Valverde hatte einen technischen Defekt am Rad und konnte danach nicht mehr zu den anderen aufschließen. Er fiel daher fast zehn Minuten hinter Mollema zurück, der seinen Rückstand auf Froome auf 2:28 min verringern konnte. Contador und Kreuziger rückten auf die Plätze drei und vier vor. Da mit Valverde auch die meisten anderen Movistar-Fahrer zurückgefallen waren, übernahm das Team Saxo-Tinkoff die Führung in der Mannschaftswertung.
Am Samstag, dem 13. Juli wurde die 14. Etappe, eine „Mittelgebirgsetappe“ am Rande der Alpen, ausgetragen. Hier gewann eine große Ausreißergruppe mit sieben Minuten Vorsprung vor dem Hauptfeld. Der relativ große Rückstand hatte jedoch keine gravierenden Auswirkungen auf die Wertungen der Tour. So lag am Ende der zweiten Woche Froome weiter in Führung, gefolgt von Mollema, Contador, Kreuziger, ten Dam, Fuglsang, Kwiatkowski, Quintana, Jean-Christophe Péraud (ALM) und Joaquim Rodríguez. Die Punktewertung führte weiterhin Peter Sagan (357 Punkte) an, dahinter Mark Cavendish (273 Punkte), André Greipel (217 Punkte) und Marcel Kittel (177 Punkte). In der Bergwertung lag Pierre Rolland mit 50 Punkten vor Chris Froome mit 33 Punkten und Richie Porte mit 28 Punkten. Das Weiße Trikot trug weiterhin Michał Kwiatkowski, in der Wertung folgten Nairo Quintana und Andrew Talansky. Der letztjährige Sieger dieser Wertung, Tejay van Garderen (BMC), hatte bereits über 27 Minuten Rückstand auf Kwiatkowski. Schnellste Mannschaft war das dänische Team Saxo-Tinkoff, dahinter folgend Movistar und Belkin.

### Wertungen im Tourverlauf
Die Tabelle zeigt den Führenden in der jeweiligen Wertung bzw. die Träger der Wertungstrikots oder farbigen Rückennummern am Ende der jeweiligen Etappe an. Eine detailliertere Übersicht über die Platzierungen nach einer Etappe bieten die einzelnen Etappenartikel, die in der ersten Spalte verlinkt sind.
| Etappe | Gesamtwertung | Punktewertung     | Bergwertung              | Nachwuchswertung   | Teamwertung        |
| ------ | ------------- | ----------------- | ------------------------ | ------------------ | ------------------ |
| 1.     | Marcel Kittel | Marcel Kittel (1) | Juan José Lobato         | Marcel Kittel (1)  | Vacansoleil-DCM    |
| 2.     | Jan Bakelants | Marcel Kittel (1) | Pierre Rolland           | Michał Kwiatkowski | RadioShack Leopard |
| 3.     | Jan Bakelants | Peter Sagan       | Pierre Rolland           | Michał Kwiatkowski | RadioShack Leopard |
| 4.     | Simon Gerrans | Peter Sagan       | Pierre Rolland           | Michał Kwiatkowski | Orica GreenEdge    |
| 5.     | Simon Gerrans | Peter Sagan       | Pierre Rolland           | Michał Kwiatkowski | Orica GreenEdge    |
| 6.     | Daryl Impey   | Peter Sagan       | Pierre Rolland           | Michał Kwiatkowski | Orica GreenEdge    |
| 7.     | Daryl Impey   | Peter Sagan       | Blel Kadri               | Michał Kwiatkowski | Orica GreenEdge    |
| 8.     | Chris Froome  | Peter Sagan       | Chris Froome (3)         | Nairo Quintana     | Movistar           |
| 9.     | Chris Froome  | Peter Sagan       | Pierre Rolland           | Nairo Quintana     | Movistar           |
| 10.    | Chris Froome  | Peter Sagan       | Pierre Rolland           | Nairo Quintana     | Movistar           |
| 11.    | Chris Froome  | Peter Sagan       | Pierre Rolland           | Michał Kwiatkowski | Movistar           |
| 12.    | Chris Froome  | Peter Sagan       | Pierre Rolland           | Michał Kwiatkowski | Movistar           |
| 13.    | Chris Froome  | Peter Sagan       | Pierre Rolland           | Michał Kwiatkowski | Team Saxo-Tinkoff  |
| 14.    | Chris Froome  | Peter Sagan       | Pierre Rolland           | Michał Kwiatkowski | Team Saxo-Tinkoff  |
| 15.    | Chris Froome  | Peter Sagan       | Chris Froome (4) (5) (6) | Nairo Quintana (7) | Team Saxo-Tinkoff  |
| 16.    | Chris Froome  | Peter Sagan       | Chris Froome (4) (5) (6) | Nairo Quintana (7) | RadioShack Leopard |
| 17.    | Chris Froome  | Peter Sagan       | Chris Froome (4) (5) (6) | Nairo Quintana (7) | Team Saxo-Tinkoff  |
| 18.    | Chris Froome  | Peter Sagan       | Chris Froome (4) (5) (6) | Nairo Quintana (7) | Team Saxo-Tinkoff  |
| 19.    | Chris Froome  | Peter Sagan       | Chris Froome (4) (5) (6) | Nairo Quintana (7) | Team Saxo-Tinkoff  |
| 20.    | Chris Froome  | Peter Sagan       | Nairo Quintana           | Nairo Quintana (7) | Team Saxo-Tinkoff  |
| 21.    | Chris Froome  | Peter Sagan       | Nairo Quintana           | Nairo Quintana (7) | Team Saxo-Tinkoff  |
| Sieger | Chris Froome  | Peter Sagan       | Nairo Quintana           | Nairo Quintana     | Team Saxo-Tinkoff  |

Anmerkungen zur Tabelle:

### Endstand

Die Trikot- und Wertungssieger der Tour de France 2013
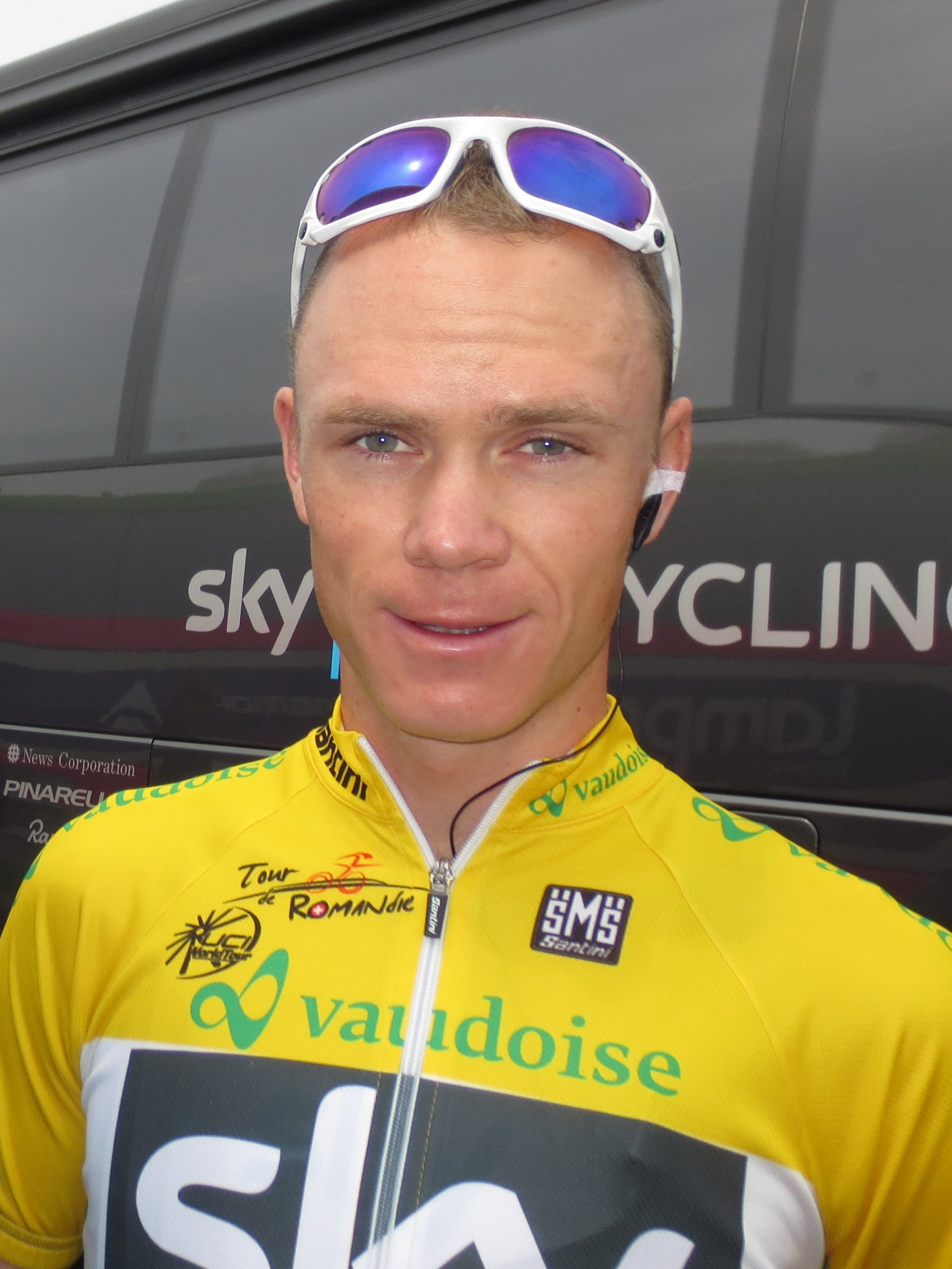
Chris Froome
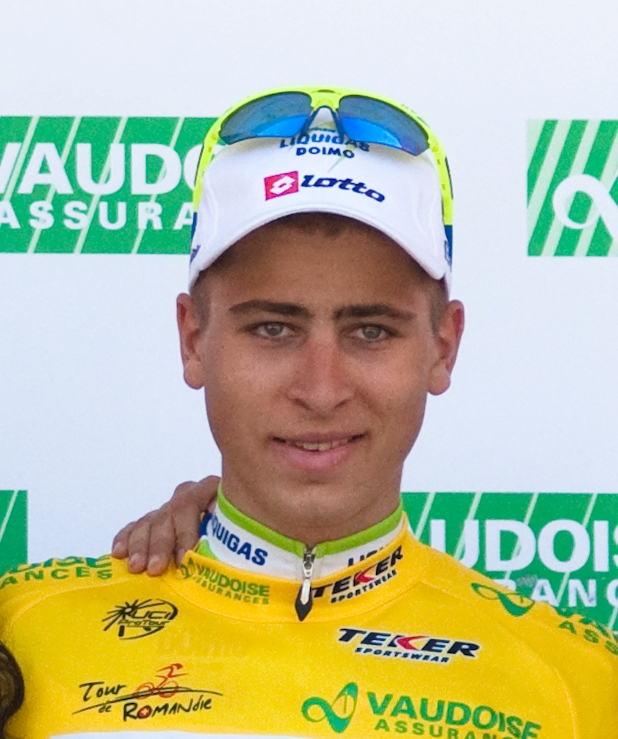
Peter Sagan
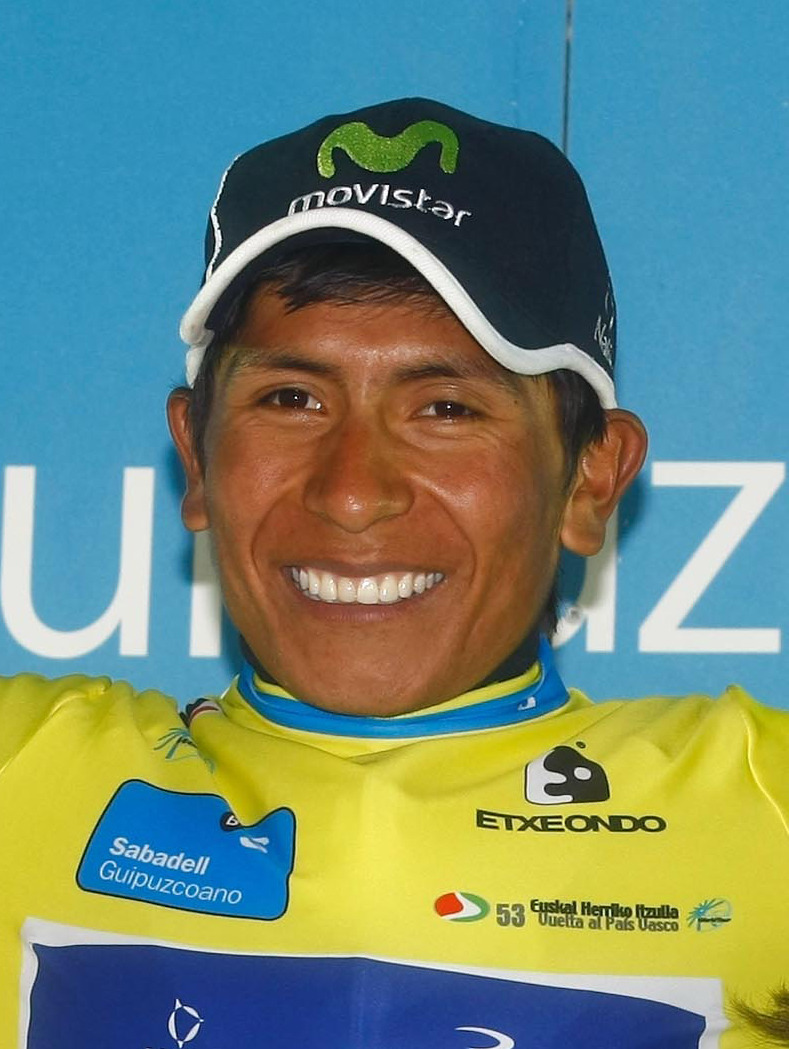
Nairo Quintana
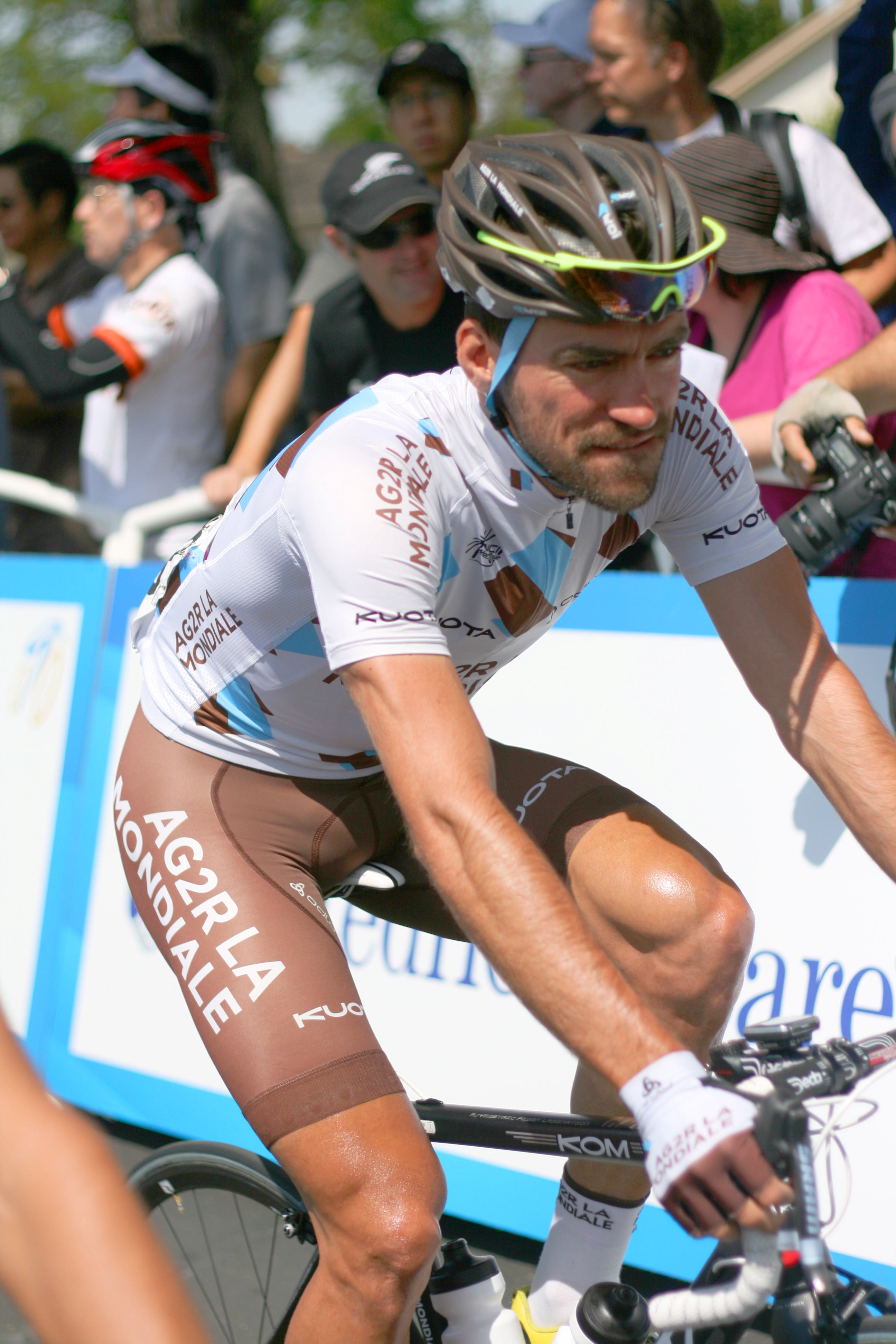
Christophe Riblon

Die Tour de France 2013 beendeten 169 von 198 gestarteten Fahrern, damit erreichten rund 85 % der Radsportler das Ziel in Paris. Schnellster und damit Sieger der Rundfahrt war Chris Froome, der die Strecke in insgesamt 83 Stunden, 56 Minuten und 40 Sekunden zurücklegte. Er erreichte eine Durchschnittsgeschwindigkeit von 40,5 Kilometern pro Stunde. Froome fuhr die Tour damit von allen Siegern von 2007 an am schnellsten. Zweiter hinter Froome wurde Nairo Quintana aus Kolumbien, der bei seiner ersten Tour-Teilnahme 4:20 Minuten Rückstand auf den Führenden hatte. Quintana wurde gleichzeitig als schnellster Jungprofi sowie als Bergbester ausgezeichnet. Auf den Plätzen drei und vier folgten zwei Spanier: Joaquim Rodríguez lag 5:04 Minuten hinter Froome, Alberto Contador hatte 6:27 Minuten Rückstand. Den fünften Platz belegte Contadors Mannschaftskollege Roman Kreuziger, er beendete die Rundfahrt mit 7:27 Minuten Rückstand auf Froome. Sechster wurde der Niederländer Bauke Mollema, Siebter Jakob Fuglsang aus Dänemark. Sie lagen 11:42 bzw. 12:17 Minuten zurück. Die Plätze acht und neun wurden von zwei spanischen Rennfahrern belegt, Alejandro Valverde und Daniel Navarro hatten 15:26 und 15:52 Minuten Rückstand auf Chris Froome. Bester US-Amerikaner war Andrew Talansky, der 17:39 Minuten hinter dem Führenden klassiert wurde und damit Platz zehn belegte. Der Kanadier Svein Tuft wurde 169. und Letzter der Tour (Lanterne Rouge), er hatte im Ziel einen Rückstand von 4:27:55 Stunden.
Die Punktwertung (Grünes Trikot) gewann erneut Peter Sagan aus der Slowakei, er erreichte 409 Punkte und war somit in dieser Wertung nach dem letzten Jahr erneut siegreich. Den zweiten Platz hinter Sagan belegte Mark Cavendish aus Großbritannien. Er lag mit 312 deutlich hinter dem Slowaken. Dritter in der Punktewertung wurde der Deutsche André Greipel mit 267 Punkten. Insgesamt erreichten 140 Fahrer Punkte in dieser Wertung. Sieger in der Bergwertung um das Gepunktete Trikot wurde Nairo Quintana mit 147 Punkten. Er siegte damit knapp vor Chris Froome, der 136 Punkte erzielt hatte. Den dritten Platz belegte der Franzose Pierre Rolland mit 117 Punkten. Bergpunkte bekamen insgesamt 74 Fahrer. Das Weiße Trikot des besten Nachwuchsfahrers ging an Nairo Quintana, der mit seinem zweiten Platz in der Gesamtwertung 13:19 Minuten Vorsprung auf den in der Jungprofiwertung zweitplatzierten Andrew Talansky hatte. Dritter wurde hier der Pole Michał Kwiatkowski mit 14:39 Minuten Rückstand auf Quintana.
Die Mannschaftswertung gewann das dänische Team Saxo-Tinkoff um Contador und Kreuziger. Die Fahrer dieser Mannschaft benötigten 251:11:07 Stunden für die 3403,5 Kilometer der Tour de France 2013. Mit 8:28 Minuten Rückstand erreichte die französische Mannschaft Ag2r La Mondiale den zweiten Platz vor dem Team RadioShack Leopard aus Luxemburg, das 9:02 Minuten hinter Saxo-Tinkoff lag. Den letzten Platz dieser Wertung belegte die Cannondale-Mannschaft, die 6:21:09 Stunden länger als Saxo-Tinkoff brauchte, um das Ziel zu erreichen.
Als kämpferischster Fahrer der Tour wurde der Franzose Christophe Riblon ausgezeichnet. Er gewann die 18. Etappe nach Alpe d’Huez und erhielt für den folgenden Tag die Rote Rückennummer. Des Weiteren war Riblon an zahlreichen Fluchtversuchen beteiligt.

## Besonderheiten der 100. Austragung
- Erstmals seit 1986 fand die Tour de France ausschließlich auf französischem Territorium statt.
- Zum ersten Mal in der Geschichte der Frankreich-Rundfahrt wurden Etappen auf Korsika ausgetragen.
- Anlässlich des Jubiläums wurden mit Ausnahme von Lance Armstrong[18] alle rund 1400 noch lebenden Fahrer, die die Tour jemals beendet haben, eingeladen, der Zielankunft der 100. Tour auf einer Ehrentribüne an der Avenue des Champs-Élysées beizuwohnen.[19][20]
- Die Fahrer mussten zum ersten Mal in der Geschichte der Rundfahrt den Anstieg nach L’Alpe d’Huez in einer Etappe zwei Mal bewältigen.
- Es gab in diesem Jahr erstmals eine Abendetappe: Die Schlussetappe nach und in Paris startete erst um 17.00 Uhr, sodass die Zielankunft auf der Avenue des Champs-Élysées um 21.45 Uhr stattfand.
- Außerdem wendete der traditionelle Rundkurs auf der Schlussetappe im Zentrum von Paris nicht – wie bislang üblich – vor dem Triumphbogen, sondern schloss den Place Charles-de-Gaulle ein. Somit umrundeten die Fahrer den Triumphbogen zum ersten Mal.
- Für die Tour 2013 wurde zudem das Logo modifiziert: Unterhalb der bestehenden Wortmarke wurde in grauer Schrift eine „100“ angefügt, die das „e“ am rechten unteren Ende des normalen Logos mit einbezieht und so einen Verweis auf „100e“, die einhundertste Austragung, herstellt.

## Preisgelder
Während der Tour wurden Preisgelder in Höhe von 2.026.900 € ausgeschüttet.
| Platzierung            | 1.        | 2.        | 3.        | 4.       | 5.       | 6.       | 7.       | 8.      | Täglich |
| ---------------------- | --------- | --------- | --------- | -------- | -------- | -------- | -------- | ------- | ------- |
| Gesamtwertung          | 450.000 € | 200.000 € | 100.000 € | 70.000 € | 50.000 € | 23.000 € | 11.500 € | 7.600 € | 350 €   |
| Punktwertung           | 025.000 € | 015.000 € | 010.000 € | 04.000 € | 03.500 € | 03.000 € | 02.500 € | 2.000 € | 300 €   |
| Bergwertung            | 025.000 € | 015.000 € | 010.000 € | 04.000 € | 03.500 € | 03.000 € | 02.500 € | 2.000 € | 300 €   |
| Nachwuchswertung       | 020.000 € | 015.000 € | 010.000 € | 05.000 € | —        | —        | —        | —       | 300 €   |
| Mannschaftswertung     | 050.000 € | 030.000 € | 020.000 € | 12.000 € | 08.000 € | —        | —        | —       | —       |
| Kämpferischster Fahrer | 020.000 € | —         | —         | —        | —        | —        | —        | —       | —       |

1. ↑  
Die Preisgelder der Gesamtwertung waren als einzige bis zum letzten Platz gestaffelt und betrugen für den 20. Platz noch 950 € und vom 91. Platz bis zum Letztklassierten 400 €.

| Platzierung            | 1.        | 2.      | 3.      | Anmerkung                              |
| ---------------------- | --------- | ------- | ------- | -------------------------------------- |
| Etappenwertung         | 08.000 €  | 4.000 € | 2.000 € | gestaffelt bis zum 20. Platz (200 €)   |
| Mannschaftszeitfahren  | 10.000 €  | 5.000 € | 2.500 € | gestaffelt bis zum 20. Platz (200 €)   |
| Zwischensprints        | 01.500 €  | 1.000 € | 0500 €  | 18 Zwischensprints während der Tour    |
| Bergwertung Kat. HC    | 00800 €   | 0450 €  | 0300 €  | 07 Wertungen während der Tour          |
| Bergwertung Kat. 1     | 00650 €   | 0400 €  | 0150 €  | 08 Wertungen während der Tour          |
| Bergwertung Kat. 2     | 00500 €   | 0250 €  | —       | 13 Wertungen während der Tour          |
| Bergwertung Kat. 3     | 00300 €   | —       | —       | 16 Wertungen während der Tour          |
| Bergwertung Kat. 4     | 00200 €   | —       | —       | 20 Wertungen während der Tour          |
| Nachwuchsfahrer        | 00500 €   | —       | —       | schnellster Nachwuchsfahrer der Etappe |
| Kämpferischster Fahrer | 0 2.000 € | —       | —       | ausgenommen Zeitfahren                 |
| Mannschaft             | 02.800 €  | —       | —       | schnellste Mannschaft der Etappe       |

Sonderwertungen:
- Souvenir Henri Desgrange auf dem Col de Pailhères für den Ersten: 5.000 €; gewonnen wurde diese Wertung von dem Kolumbianer Nairo Quintana.

| Platz | Team                       | Preisgeld |
| ----- | -------------------------- | --------- |
| 01    | Sky ProCycling             | 525.690 € |
| 02    | Movistar                   | 344.980 € |
| 03    | Team Saxo-Tinkoff          | 205.780 € |
| 04    | Katusha                    | 134.900 € |
| 05    | Omega Pharma-Quick Step    | 121.260 € |
| 06    | AG2R La Mondiale           | 102.910 € |
| 07    | Cannondale Pro Cycling     | 79.110 €  |
| 08    | RadioShack Leopard         | 63.210 €  |
| 09    | Team Argos-Shimano         | 52.910 €  |
| 10    | Belkin-Pro Cycling Team    | 52.260 €  |
| 11    | Vacansoleil-DCM            | 48.030 €  |
| 12    | Garmin Sharp               | 45.930 €  |
| 13    | Orica GreenEdge            | 44.670 €  |
| 14    | Lotto Belisol              | 42.950 €  |
| 15    | Team Europcar              | 40.170 €  |
| 16    | Astana Pro Team            | 26.540 €  |
| 17    | Euskaltel Euskadi          | 23.890 €  |
| 18    | BMC Racing Team            | 17.710 €  |
| 19    | Sojasun                    | 15.220 €  |
| 20    | Cofidis, Solutions Crédits | 14.710 €  |
| 21    | FDJ.fr                     | 12.890 €  |
| 22    | Lampre-Merida              | 11.180 €  |

## Berichterstattung

### Deutschland
In Deutschland gab es auf den öffentlich-rechtlichen Kanälen ARD und ZDF weiterhin keine Live-Übertragung der Tour de France. Sie strahlten im Anschluss an die Etappen Berichte mit einer Gesamtdauer von 100 Minuten verteilt auf den gesamten Verlauf der Tour aus. ARD-Sportkoordinator Axel Balkausky begründete die Abkehr von Live-Berichterstattung zum einen mit umfangreichen Einschränkungen in den Sport-Etats der öffentlich-rechtlichen Sender. Zum anderen sei in Bezug auf die Doping-Problematik keine nachhaltige strukturelle Veränderung des Radsports eingetreten. Die deutschen Tour-Teilnehmer Simon Geschke und André Greipel äußerten ihren Unmut über einen Bericht im Morgenmagazin vom 18. Juli, der sie als Betrüger habe dastehen lassen. Rudolf Scharping, Präsident des Bundes Deutscher Radfahrer, forderte vor dem Hintergrund der Erfolge der deutschen Radsportler bei der Tour, der Popularität des Radsports und der eingetretenen Veränderungen im Radsport ein Umdenken bei den öffentlich-rechtlichen Sendern.
Einzig der Spartensender Eurosport strahlte in Deutschland Live-Übertragungen von Etappen der Tour de France aus. Die täglichen Livestrecken dauerten mindestens zwei und teilweise bis zu sieben Stunden. Der Sender verzeichnete nach eigenen Angaben die besten Einschaltquoten seit neun Jahren. Im Schnitt erreichte Eurosport pro Etappe 0,43 Millionen Zuschauer ab drei Jahren. Der durchschnittliche Marktanteil lag bei 4,4 % und damit deutlich über dem Senderschnitt von 0,6 %. In absoluten Zahlen wurde auf der 15. Etappe der Bestwert von 0,77 Millionen Zuschauern erreicht. Auf der 18. Etappe wurde der größte Marktanteil von 7,3 % erreicht. In der werberelevanten Gruppe der 14- bis 49-Jährigen lag der Schnitt bei 0,11 Millionen Zuschauern pro Etappe. Der durchschnittliche Marktanteil in dieser Zielgruppe lag bei 3,1 %.
|                                | 1    | 2    | 3    | 4    | 5    | 6    | 7    | 8    | 9    | 10   | 11   | 12   | 13   | 14   | 15   | 16   | 17   | 18   | 19   | 20   | 21   |
| Reichweite Ab 3-Jährige        | 0,35 | 0,40 | 0,26 | 0,21 | 0,43 | 0,36 | 0,33 | 0,48 | 0,40 | 0,36 | 0,40 | 0,45 | 0,41 | 0,52 | 0,77 | 0,43 | 0,40 | 0,63 | 0,49 | 0,56 | 0,42 |
| Marktanteil 14- bis 49-Jährige | 1,9  | 1,8  | 1,8  | 2,0  | 2,9  | 2,9  | 2,8  | 3,9  | 2,8  | 3,1  | 3,1  | 3,3  | 3,5  | 4,8  | 4,8  | 2,4  | 3,3  | 4,6  | 4,2  | 3,4  | 1,3  |
| ------------------------------ | ---- | ---- | ---- | ---- | ---- | ---- | ---- | ---- | ---- | ---- | ---- | ---- | ---- | ---- | ---- | ---- | ---- | ---- | ---- | ---- | ---- |